# Toccata Classics
Toccata Classics est un label discographique britannique de musique classique, basé à Londres, en Angleterre. Il est fondé en 2005 par le critique musical et musicologue Martin Anderson.